# 팡팡 (잡지)
《팡팡》은 대원씨아이에서 발행했던 대한민국의 만화 잡지이다. 1994년 12월에 창간되었고 2006년 10월호를 끝으로 무기한 휴간에 들어갔다. 주독자층은 어린이(초등학생)이며 연재된 만화는 〈팡팡코믹스〉로 발행된다.